# Jo van Ammers-Küller
Johanna van Ammers-Küller (Noordeloos, 13 augustus 1884 – Bakel, 23 januari 1966) was een Nederlandse schrijfster.

## Levensloop
Jo van Ammers-Küller schreef een groot aantal populaire romans en toneelstukken. Veel van haar romans spelen zich af in welvarende burgerkringen waarin ook de problematiek van de vrouwenemancipatie een rol heeft. Veel van haar werk werd vertaald, vooral in het Duits, maar ook in het Engels, het Tsjechisch en het Pools.
Wegens haar Duitsgezinde houding voor en tijdens de Tweede Wereldoorlog kreeg zij na de bevrijding een publicatieverbod opgelegd. Zij trachtte dit te ontwijken door het pseudoniem Adriaan Hulshoff te gebruiken. Toen dit werd ontdekt, werd zij vervolgd, maar ze werd vrijgesproken bij gebrek aan bewijs. Haar vooroorlogse populariteit als schrijfster wist zij niet te herwinnen.
Zij huwde in 1906 met Rudolf van Ammers; zij kregen twee zonen.

## Doorbraak
Het eerste boek van Jo van Ammers-Küller verscheen in 1914, "De roman van een student". In dat jaar werd ook haar eerste toneelstuk opgevoerd, "Zijn heilige". 
De doorbraak komt er met "De opstandigen" in 1925, een roman over de Leidse fabrikantenfamilie Coornveldt. De schrijfster zegt dat ze in deze roman "de geschiedenis van de vrouwenemancipatie verbeeldt". Ze toonde een sterke interesse in vrouwen die een zelfstandig en vrij leven verworven hadden maar had geen begrip voor de emancipatiebeweging.
Toen het boek verscheen waren er zowel voor- als tegenstanders, er werden vóór 1940, 45.000 exemplaren verkocht.
Samen met A. Defresne herwerkt ze het boek voor toneel.
Er kwamen twee vervolgdelen, "Vrouwen-kruistocht" in 1930 en "De appel en Eva" in 1932 maar die waren beduidend minder succesvol.

## Kritiek
Ondanks haar populariteit was de literaire kritiek op haar werk vernietigend. Menno ter Braak deed haar werk af als "kulliteratuur" en Annie Salomons schreef dat ze zich opstelde als "superieure toeschouwster" ten aanzien van haar romanfiguren. Ze voorspelde dat van Ammers-Küllers werk de tand des tijds niet zou weerstaan. Het oordeel van Annie Romein-Verschoor is scherper: "Mevrouw van Ammers heeft veel geschreven, te veel in verhouding tot de draagwijdte van haar talent en levenswijsheid." Haar werk wordt gezien als typische damesliteratuur uit het interbellum. Een poging van Thea Nooteboom haar werk in de jaren zeventig in bewerkte vorm weer onder de aandacht te brengen, mislukte jammerlijk. Salomons bleek gelijk te hebben.

## Dorstig Paradijs
De omstreden roman Dorstig Paradijs - ondertitel: Een Curaçaose Roman - gaat over een veel voorkomende levensprobleem.
Een Hollands meisje, van adel maar met weinig financiële middelen, ontmoet na haar college Nederlands aan de universiteit in Leiden, op de weg terug naar huis een knappe jonge medestudent. In de geest van de tijd beschrijft Adriaan Hulshoff hoe het kinderlijk onschuldige meisje Evelien van Eerdhuysen er niets aan kan doen dat zij verliefd wordt op de schoonheid en rijkdom van deze Edgardo en om deze redenen met hem in het huwelijk treedt.
Echt geluk vindt het jonge meisje niet in dit huwelijk en zodra zij een jeugdvriend ontmoet maakt zij zich los van Edgardo, status en rijkdom, en kiest zij voor haar 'geluk'. Dit gebeurt echter pas nadat ze ontdekt heeft dat haar echtgenoot haar bedriegt. Goed en kwaad contrasteren. De ontdekking van bedrog rechtvaardigt in haar ogen haar keuze zich te gaan verschansen met haar jeugdvriend.

### Thematiek
De schrijver van het boek steekt haar ideeën over de verschillen tussen blank en zwart niet onder stoelen of banken. Ook de voorkeur voor het nationaalsocialisme wordt duidelijk, zij het wat meer versluierd dan de racistische uitlatingen. Citaten als: "Eveliens vader vond geen redenen om zich tegen de verloving te verzetten, zijn enige bedenkingen waren tegen het gemengde bloed. Maar Edgardo, voor wie hij van het begin af genegenheid had gevoeld, had niets joods en stellig niet van een neger. En hij moest tegenwoordig op dit gebied niet al te bekrompen denken; ook zijn vrouw was geen volbloed Hollandse, zij had een inlandse grootmoeder gehad."
Ook wordt regelmatig de primitiviteit en achtergebleven ontwikkeling van het eiland geschetst: "Werkkrachten, op elk gebied zijn hier hopeloos schaars. Goede vakmensen zijn er vrijwel helemaal niet. Wanneer er een leuning van je stoel afbreekt, moet je tijden zoeken eer je iemand vindt die dat kan en vooral wil repareren." Ook het culturele leven van Curaçao zou niet bestaan of na enkele pogingen om het leven in te blazen doodbloeden. Eduardo, de echtgenoot van Evelien, is van mening dat de leiding van Curaçao een Nederlander moet zijn, omdat als er al bekwame Curaçaoënaren zouden zijn die onder elkaar zoveel vetes en rivaliteiten onderling hadden uit te vechten dat de rust zou keren onder de strenge hand van een Nederlander.

### Kritieken
Het Nieuwsblad voor Sumatra beschrijft op 23 augustus 1949 het boek als volgt:
"De merkwaardigheid van dit boek schuilt, hierin, dat het gegeven vrij alledaags is (huwelijksgeluk, teleurstelling, scheiding, nieuw geluk met „de ander"), doch door de auteur via een scherpe blik, eenvoudige taal en uitmuntende milieu-schildering is uitgewerkt tot een ongemeen boeiend geheel. Hoofdpersoon in het boek is Evelien van Eerdhuysen, die als bruidje van de knappe rijke Edgar do Morena de Castello, met haar onbevangen, klare oordeel kennismaakt met het fantastische eiland in de Caribische zee en dan, nadat zij met volle teugen, heeft genoten van de luxe die haar nieuwe leventje kenmerkt, van de kleur en de romantiek en het mysterieuze van haar nieuwe omgeving, langzaam aan bemerken gaat hoe de tyrannie van de familiemacht en de kleinzieligheid van de kleine gemeenschap een domper op haar nieuwe leven drukt. Zij komt tot de ontdekking dat Curaçao weliswaar een paradijs is, maar een dorstig paradijs, waar planten en dieren naar water smachten en de mensen naar cultuur en bezigheid. Door allerlei gebeurtenissen vervreemden Evelien en Edgardo van elkaar. Zij ontmoet een jeugdvriend, voor wien zij ten slotte afstand doet van de lege luxe van haar bestaan en met wie zij een nieuwe toekomst tegemoet gaat. De aantrekkelijkheid van het boek wordt nog verhoogd door de actualiteit der naoorlogse Curaçaose problemen die direct of zijdelings in het verloop van het verhaal worden betrokken.
De Leeuwarder Courant schrijft op 7 oktober 1949 dat Adriaan Hulshoff via Java op Curaçao terechtgekomen is en vandaar uit naar Nederland terugging. Zijn ervaringen op de Antillen zouden een leemte vullen in de Nederlandse beeldvorming van het eiland Curaçao:
"Enige maanden geleden verscheen er bij de Uitgeverij Strengholt in Amsterdam een Curaçaose roman van Adriaan Hulshoff, getiteld „Dorstig Paradijs". De schrijver, in de Nederlandse letteren een onbekende, zou volgens een mededeling van de uitgever op de omslag van het boek een Hollander zijn, die vele jaren in Indië werkzaam was, maar bij het begin van de Japanse invasie kans zag van Java te ontsnappen en via Australië naar Curaçao te komen. Einde 1946 was hij in Nederland teruggekeerd en had toen, om in de leemte aan kennis betreffende Curaçao te voorzien, deze roman geschreven."
Henk Dennert (schrijver en publicist op de Nederlandse Antillen) geeft in de Amigoe di Curaçao op 29 juli 1952 een ongezouten mening over Dorstig Paradijs:
"Ik wil hier niet tekeer gaan tegen een boek, maar erop wijzen, hoe noodlottig het kan zijn, wanneer iemand, die voor een paar maanden op Curaçao is geweest, en die waarschijnlijk niet eens met een werkelijke Antilliaan in aanraking is gekomen, een geheel verkeerde voorstelling van het dagelijkse leven aldaar gaat geven. De schrijfster heeft zich blind gestaard op de beschrijving van een Antilliaan en een exotisch eiland. Het is haar inderdaad gelukt een zekere exotische sfeer te suggereren. Door het scheppen van een eigen Antilliaanse figuur heeft zij te weinig aandacht besteed aan de Nederlandse tegenspeelster, waardoor de tegenstelling tussen goed en kwaad niet voldoende uitkomt, omdat het goede grote fouten blijkt te bezitten. Ook de Antilliaan heeft inderdaad, als ieder ander mens zijn fouten, maar de romannetjesachtige ontrouw zal men weinig op het eiland aantreffen, althans in de Antilliaanse kringen. We hebben reeds meerdere malen dit soort boeken kunnen lezen en kunnen luisteren naar radio-causerietjes van personen, die de eilanden in de Caraibische Zee zo subjectief mogelijk uit hun Nederlands oogpuntje beschouwen. Daarmee vertroubelen zij niet alleen de massa, maar scheppen bovendien wanverhoudingen. Het ware beter, wanneer zij hun onmacht, het vreemde te begrijpen, uithuilen op de brede boezem van tante Marie."
Niet alle kritieken zijn negatief te noemen, zoals blijkt uit het volgende artikel in de Gooi en Eemlander van 8 augustus 1948:
"Er is in de laatste tijd door de politieke strubbelingen op Curaçao voor ons een beeld opgegaan over de Antillen, waar wij een beetje vreemd van opgekeken hebben. We begrijpen deze kleindorpse ruzietjes en deze familievetes niet helemaal, dachten dat we die tijd al lang te boven waren. Wie echter dit boek van Adriaan Hulshoff gelezen heeft zal er niet zo vreemd tegenover staan. Hij leert ons deze mentaliteit en de levensomstandigheden in de West begrijpen en hij doet dat in een roman, die het lezen alleszins waard is. Hoewel dit boek daardoor een min of meer actueel karakter heeft, is het toch geen politieke roman. Dit onderhoudend geschreven werk verscheen bij A.J.G. Strengholt te Amsterdam."

## Werken (selectie)

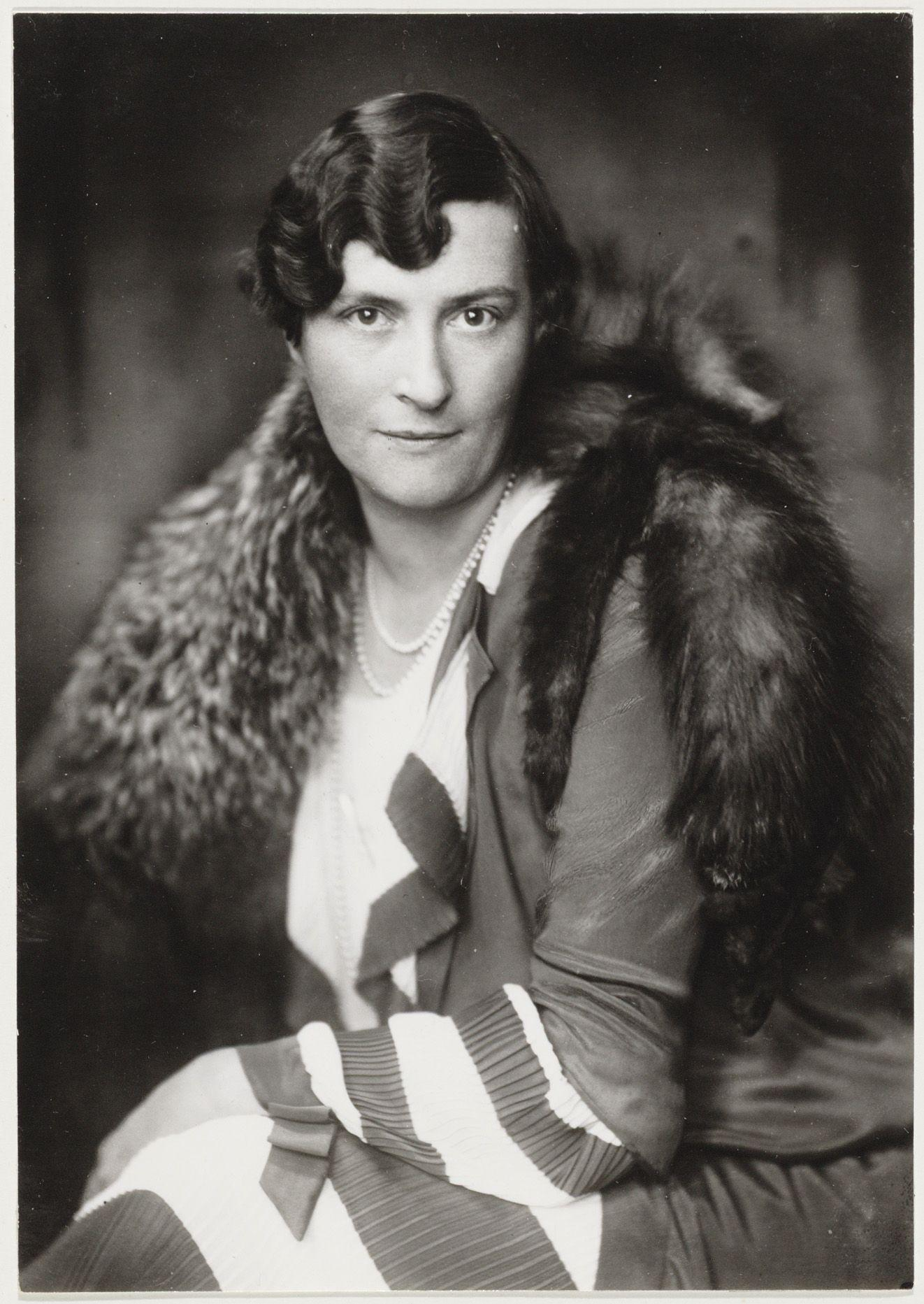
Jo van Ammers-Küller (1926)

### Romans
- De roman van een student, 1914
- Een jonge leeuw van Vlaanderen. Een verhaal uit den oorlog van 1914, 1916. Vertaald als: A young lion of Flanders. A tale of terror of war. London : Headley Bros.
- Roeping. Tooneelspel in 3 bedrijven, 1916
- Tegen den stroom op. Vertelling van een meisjesleven, 1917
- De verzwegen strijd, 1918
- Kruispunten, 1918
- Maskerade, 1919. Vertaald als: Naamiohuvit. Porvoo: Wenrer Söderström Osakeyhtiö, 1930
- De zaligmaker, 1921
- Het huis der vreugden. Roman van tooneel-leven, 1922. Vertaald als: Jenny spielt Komödie (Jenny Heystens Blütenweg). Roman. Leipzig: Grethlein, 1930
- Jenny Heysten, 1923. Vertaald als: Jenny versucht die Ehe. Bremen : Schünemann, 1931
- Het doornige pad. Een vertelling van en voor jonge menschen, 1924
- Het inzicht, 1924
- De opstandigen. Een familie-roman in drie boeken. Eerste boek: 1840, 1925
- De spaak in 't wiel. Een comedie in drie bedrijven, 1925
- Mijn Amerikaansche reis, 1926
- Poudre-de-riz. Een tragisch blijspel in drie bedrijven, 1927
- Tantalus, 1928
- De opstandigen. Tooneelspel naar den gelijknamigen roman door Jo van Ammers-Küller en A. Defresne, 1929
- Vrouwen-kruistocht, 1930
- De appel en Eva, 1932
- Heeren, knechten en vrouwen : de geschiedenis van een Amsterdamsche regenten-familie in de jaren 1778 tot 1815 (drie delen, de 'Tavelinck-trilogie'), 1934-38: Dl. 1: De patriotten (1778-1787), 1934
- Prins Incognito, 1934
- Drie essays, 1934
- Heeren, knechten en vrouwen : de geschiedenis van een Amsterdamsche regenten-familie in de jaren 1778 tot 1815 (drie delen, de 'Tavelinck-trilogie'), 1934-38: De Sans-Culotten : 1792-1795, 1936
- Heeren, knechten en vrouwen : de geschiedenis van een Amsterdamsche regenten-familie in de jaren 1778 tot 1815 (drie delen, de 'Tavelinck-trilogie'), 1934-38: De getrouwen, 1799-1813. Roman, 1936
- Wat ik zag in Indië, 1939
- Elzelina, de geschiedenis van een Hollandsche vrouw in de jaren 1776-1845, 1940
- Dorstig paradijs, (als Adriaan Hulshoff), 1949
- De kolibrie op het gouden nest, 1951
- De liga van de goede wil, 1953

### Non-fictie
- Een pionierster. Mina Krüseman en haar verhouding tot Multatuli, 1921 (over Mina Kruseman)
- Twaalf interessante vrouwen, 1933
- Ma. Een familieroman uit de jaren 1871-1901, 1943, geschreven? over een familiegeschiedenis